# Cumulonimbus velum

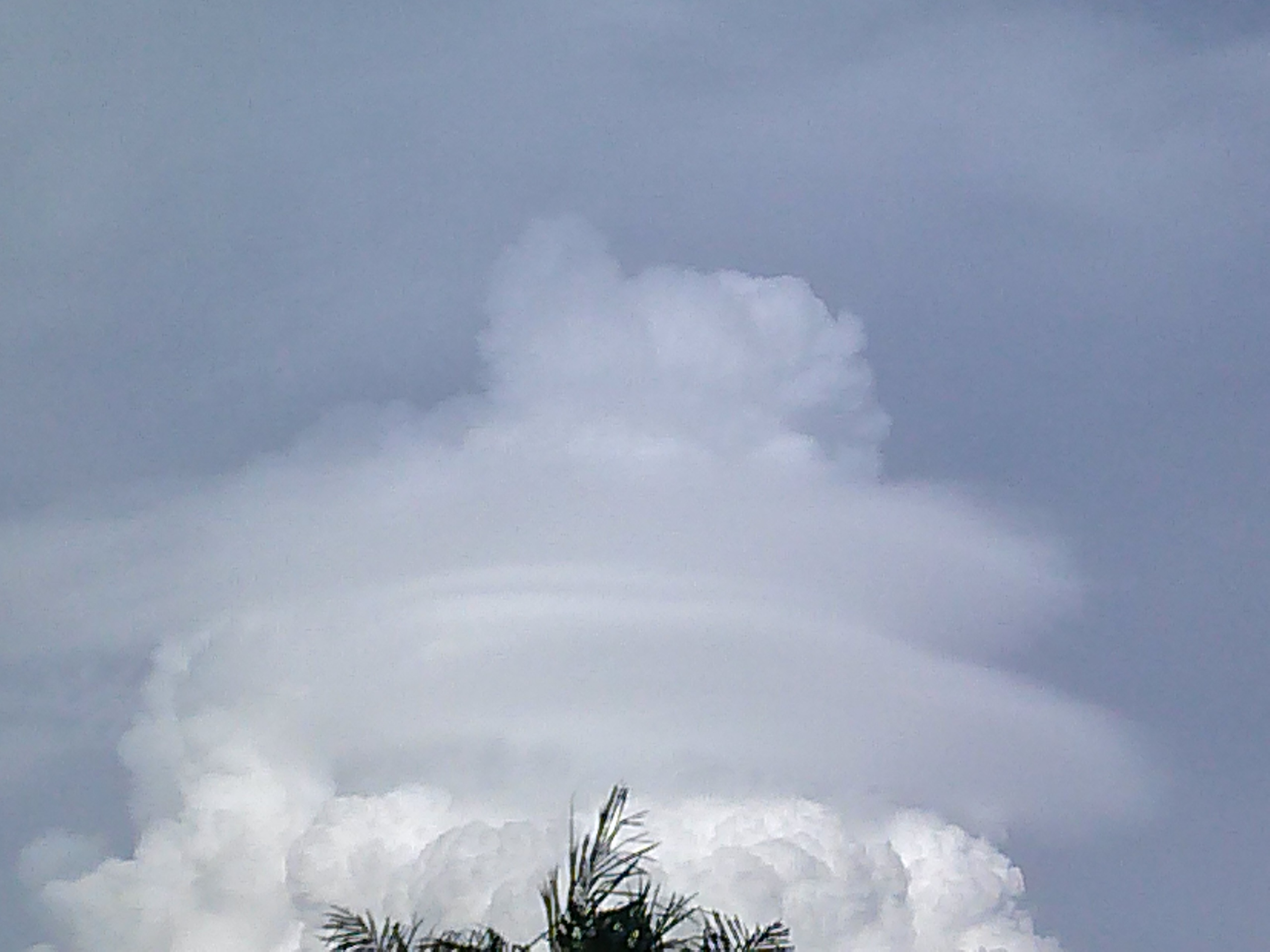
Um velum no topo de um cumulonimbus.

Cumulonimbus velum (do latim velum, "vela") é um cumulonimbus com uma pequena camada de altostratus envolvendo sua área média, representando uma área de ar úmido e estável criada como resultado do crescimento do cumulonimbus pai. A nuvem altostratus velum parece escura em comparação com a sua nuvem pai, e pode persistir mesmo após o cumulonimbus se desintegrar.